# 조경 (1541년)
조경(趙儆, 1541년 ~ 1609년 음력 5월 2일)은 조선의 무신이다. 자는 사척(士惕), 시호는 장의(莊毅), 봉호는 풍양군(豊壤君), 본관은 풍양이다.

## 생애
1583년 무과에 급제하여 선전관, 비변사 낭청을 지냈다. 임진왜란 때 경상우도 방어사로 일본군과 교전 중 옆구리와 머리에 상처를 입어 요양 중 진주목사에 제수되었으나 나중에 수원부사로 제수되었다. 1592년 모친상을 당하고 고향에서 쉬려 했으나 권율의 부탁으로 중군장이 되고, 이듬해 권율의 조방장(助防將)으로서 행주 전투에서 대승을 거둔다. 이 때 가선대부(嘉善大夫)에 가자되었는데, 이를 시기한 이이첨 등의 사간들에 의해 이후 십수 차례 탄핵을 당했지만 선조의 배려로 모두 무마된다. 1604년 행주에서 승전한 공으로 선무공신(宣武功臣) 3등에 책봉되어 효충장의선무공신(效忠仗義宣武功臣)이라는 훈호를 하사받고 풍양군에 봉해졌다.

## 관련 작품

### 드라마
- 《징비록》(KBS, 2015년, 배우:김주호)

## 가계
- 고조부 : 조계팽(趙季砰)
- 고조모 : 여흥 이씨 이극복(李克復)의 딸
  - 증조부 : 조지진(趙之縝)
  - 증조모 : 동래 정씨 정이한(鄭而漢)의 딸
    - 조부 : 조현범(趙賢範)
    - 조모 : 파평 윤씨 윤찬좌(尹贊佐)의 딸
      - 아버지 : 조안국(趙安國)
      - 어머니 : 안동 권씨 권세임(權世任)의 딸
        - 형님 : 조엄(趙儼)
        - 형님 : 조간(趙侃)
        - 누이 : 해평 윤씨 윤근수(尹根壽)에게 출가함

- 처 : 영월 엄씨 엄의서(嚴議曙)의 딸
  - 장남 : 조굉중(趙閎中)
    - 손자 : 조유(趙維)
    - 손녀 : 이로(李簵)에게 시집감
    - 손녀 : 이대순(李大淳)에게 시집감
    - 손녀 : 청주 경씨 경대후(慶大後)에게 시집감

  - 차남 : 조치중(趙致中)
  - 삼남 : 조극중(趙克中)
    - 손자 : 조강(趙絳)
    - 손녀 : 조광서(趙光瑞)에게 시집감

  - 사남 : 조상중(趙尙中)
    - 손자 : 조진(趙縉)

  - 오남 : 조시중(趙時中)
    - 손자 : 조적(趙績)
    - 손자 : 조순(趙純)
    - 손자 : 조쟁(趙䋫)
    - 손자 : 조서(趙緖)
    - 손녀 : 이명기(李命耆)에게 시집감
    - 손녀 : 권계지(權繼智)에게 시집감

## 관련 문화재
- 조경 선생 묘 - 경기도 포천시 신북면 만세교리 소재, 포천시 향토유적 제42호
- 조경묘 출토 유의 일괄 - 서울역사박물관 소장, 서울특별시 민속문화재 제31호